# Sweetener
Albums de Ariana Grande
Dangerous Woman
(20 mai 2016) Thank U, Next
(8 février 2019)
Singles
1. No Tears Left to Cry
Sortie : 20 avril 2018
2. God Is a Woman
Sortie : 13 juillet 2018
3. Breathin
Sortie : 18 septembre 2018

Sweetener est le quatrième album studio de la chanteuse américaine Ariana Grande, sorti le 17 août 2018 sur le label Republic Records.
L'album fait suite à son précédent opus, Dangerous Woman (2016), et comprend diverses collaborations avec Missy Elliott, Nicki Minaj et Pharrell Williams.
Ariana a qualifié cet album comme étant le plus personnel. Elle a, par ailleurs, précisé que cet album parle d'amour, de son anxiété due à l'attentat du 22 mai 2017 à Manchester qui a eu lieu lors du Dangerous Woman Tour (avec le titre « get well soon ») ou bien encore de féminisme avec le titre « God Is a woman ». L'artiste a aussi dédié la chanson «pete davidson » à son fiancé (avant de rompre), à l'époque de la sortie et de l'enregistrement de l'album.

## Singles officiels
Le premier single de l'album, no tears left to cry, est sorti le 20 avril 2018. Cela coïncide avec une mise à jour du site officiel de la chanteuse. Le single obtient la troisième place au Billboard Hot 100.
Le deuxième single, God is a woman, est sorti le 13 juillet 2018 suivi d'un vidéoclip douze heures après la sortie de la chanson sur les plateformes de téléchargement. Ce single obtient la huitième place au Billboard Hot 100.
Le troisième single, breathin, a été envoyé aux radios américaines le 18 septembre 2018, l’annonçant comme étant le troisième single officiel de l'album.

## Singles promotionnels
Le premier single promotionnel, The Light Is Coming, en collaboration avec Nicki Minaj, est sorti le 20 juin 2018, avec la pré-commande de l'album. Le clip a été dévoilé le même jour en avant-première sur le site Internet de Reebok puis il a été mis en ligne 24 heures après sur YouTube.

## Liste des titres
| Sweetener – Édition régulière | Sweetener – Édition régulière           | Sweetener – Édition régulière                                                                                      | Sweetener – Édition régulière                     | Sweetener – Édition régulière | Sweetener – Édition régulière | Sweetener – Édition régulière | Sweetener – Édition régulière | Sweetener – Édition régulière | Sweetener – Édition régulière |
| No                            | Titre                                   | Auteur | Producteur(s)                                     | Durée                         |                               |                               |                               |                               |                               |
| ----------------------------- | --------------------------------------- | --- | ------------------------------------------------- | ----------------------------- | ----------------------------- | ----------------------------- | ----------------------------- | ----------------------------- | ----------------------------- |
| 1.                            | Raindrops (An Angel Cried)              | Bob Gaudio | - Max Martin - Ilya Salmanzadeh                   | 0:38                          |                               |                               |                               |                               |                               |
| 2.                            | Blazed (feat. Pharrell Williams)        | - Pharrell Williams - Maxine Colon                                                                                 | Pharrell Williams                                 | 3:16                          |                               |                               |                               |                               |                               |
| 3.                            | The Light Is Coming (feat. Nicki Minaj) | - Ariana Grande - Pharrell Williams - Onika Maraj                                                                  | Pharrell Williams                                 | 3:48                          |                               |                               |                               |                               |                               |
| 4.                            | R.E.M                                   | - Ariana Grande - Pharrell Williams - Beyoncé                                                                      | - Pharrell Williams - Ariana Grande               | 4:06                          |                               |                               |                               |                               |                               |
| 5.                            | God is a woman                          | - Rickard Göransson - Savan Kotecha - Ilya Salmanzadeh - Max Martin - Ariana Grande                                | - Max Martin - Ilya Salmanzadeh                   | 3:18                          |                               |                               |                               |                               |                               |
| 6.                            | Sweetener                               | - Pharrell Williams - Ariana Grande                                                                                | Pharrell Williams                                 | 3:28                          |                               |                               |                               |                               |                               |
| 7.                            | Successful                              | Pharrell Williams                                                                                                  | Pharrell Williams                                 | 3:47                          |                               |                               |                               |                               |                               |
| 8.                            | Everytime                               | - Ariana Grande - Savan Kotecha - Ilya Salmanzadeh - Max Martin                                                    | - Max Martin - Ilya Salmanzadeh                   | 2:52                          |                               |                               |                               |                               |                               |
| 9.                            | Breathin                                | - Ariana Grande - Savan Kotecha - Ilya Salmanzadeh - Peter Svensson                                                | Ilya Salmanzadeh                                  | 3:18                          |                               |                               |                               |                               |                               |
| 10.                           | No Tears Left To Cry                    | - Ariana Grande - Max Martin - Ilya Salmanzadeh - Savan Kotecha                                                    | - Max Martin - Ilya Salmanzadeh                   | 3:26                          |                               |                               |                               |                               |                               |
| 11.                           | Borderline (feat. Missy Elliott)        | - Pharrell Williams - Melissa Elliott                                                                              | Pharrell Williams                                 | 2:58                          |                               |                               |                               |                               |                               |
| 12.                           | Better Off                              | - Ariana Grande - Brittany Hazzard - Chauncey Hollis - Kim "Kaydence" Krysiuk - Brian Malik Baptiste - Tommy Brown | - Hit-Boy - Tommy "TBHits" Brown - Ariana Grande  | 2:51                          |                               |                               |                               |                               |                               |
| 13.                           | Goodnight N Go                          | - Scootie - Michael Foster - Victoria Monét - Tommy "TBHits" Brown - Ariana Grande                                 | - Scootie - Michael Foster - Tommy "TBHits" Brown | 3:10                          |                               |                               |                               |                               |                               |
| 14.                           | Pete davidson                           | - Scootie - Victoria Monét - Tommy "TBHits" Brown - Ariana Grande                                                  | - Scootie - Tommy "TBHits" Brown                  | 1:14                          |                               |                               |                               |                               |                               |
| 15.                           | Get Well Soon                           | - Pharrell Williams - Ariana Grande                                                                                | - Scootie - Tommy "TBHits" Brown                  | 5:22                          |                               |                               |                               |                               |                               |
| 47:25                         |                                         | |                                                   |                               |                               |                               |                               |                               |                               |

Notes
- Chaque chanson est stylisée en minuscule, excepté pour 'R.E.M' et 'God is a woman'.
- Raindrops (An Angel Cried) est une reprise a cappella de An Angel Cried du groupe The Four Seasons, datant de 1964.
- R.E.M est une réadaptation de Wake Up une chanson démo que Beyoncé a écrite, puis enregistré avec sa fille Blue-Ivy Carter. Cependant, Beyoncé n'a jamais retenu cette chanson.
- Goodnight N Go est un sample de la chanson Goodnight and Go de Imogen Heap écrite en 2005[10].
- Get Well Soon a une durée de 5:22 en hommage à l'attentat de Manchester survenu le 22/05/2017 (5.22 en anglais).
- Get Well Soon contient 40 secondes de silence à la fin de la chanson. Ces secondes de silence ont été souhaitées par Ariana Grande afin de rendre hommage aux victimes et aux blessés de l'attentat de Manchester.
- La version audio de « no tears left to cry » ne contient pas les notes du début du clip.

| 16. | No Tears Left to Cry (instrumental) | 3:25 |
| 17. | God Is A Woman (instrumental)       | 3:17 |

| 1. | No Tears Left to Cry (music video)                        | 3:59 |
| 2. | The Light is Coming (featuring Nicki Minaj) (music video) | 3:53 |

## Certifications
| Pays              | Certification | Unités certifiées |
| ----------------- | ------------- | ----------------- |
| États-Unis (RIAA) | 2 × Platine   | 2 000 000         |
| France (SNEP)     | Or            | 50 000            |

## Tournée
Ariana Grande a confirmé que la tournée de Sweetener serait combinée avec l'album thank u, next.
Les dates nord-américaines du Sweetener World Tour ont été annoncées le 25 octobre 2018 et la tournée a débuté le 18 mars 2019.
Les dates européennes de la tournée ont été annoncées le 14 décembre 2018. La tournée a débuté le 17 août 2019, à Londres. Le Sweetener World Tour est également passé par Paris pour deux dates, le 27 et le 28 août 2019.